# Kerktoren van Aegum
De kerktoren van Aegum is een kerktoren in Aegum in de Nederlandse provincie Friesland.

## Beschrijving
Bij de toren uit de 13e eeuw behoorde een kerk die in 1856 werd gesloopt. De zadeldaktoren van twee geledingen staat op een omgracht kerkhof. Op de gevelsteen boven de ingang wordt de legging herdacht van de eerste steen van de kerk in 1777 door Cornelis Arent van Scheltinga, zoon van Cornelis van Scheltinga, grietman van Idaarderadeel. De toren werd later voorzien van pleisterwerk met schijnvoegen. Tot aan de 2e wereldoorlog hing er voor zover bekend 1 klok gegoten in 1326 door de gieter Stephanus. Deze klok is helaas verloren gegaan. Er hangen nu 2 klokken in de toren waarvan 1 klok afkomstig is van de voormalige Christus-koningkerk in amsterdam. De in 1983 gerestaureerde kerktoren is een rijksmonument.

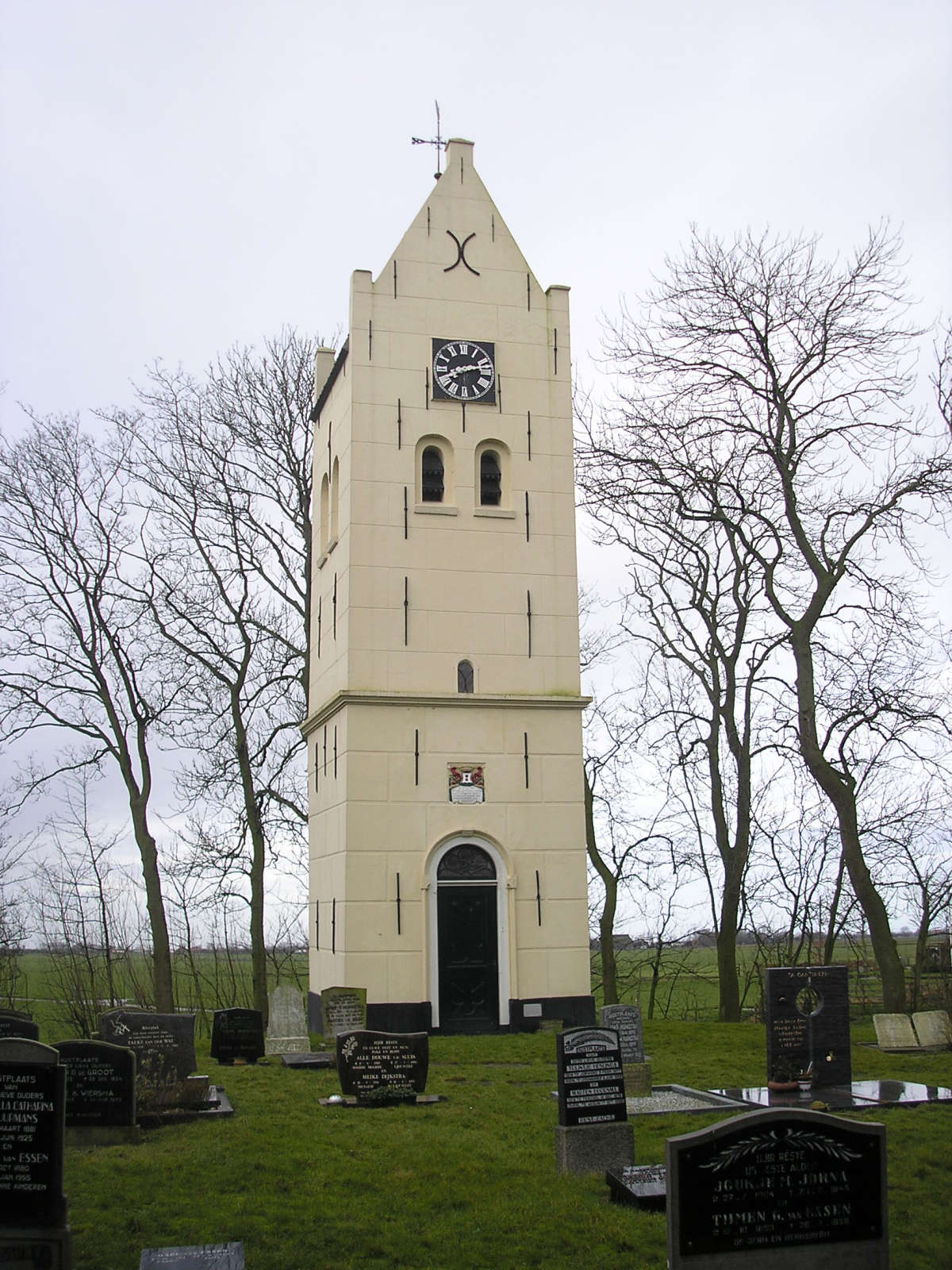
Voorzijde
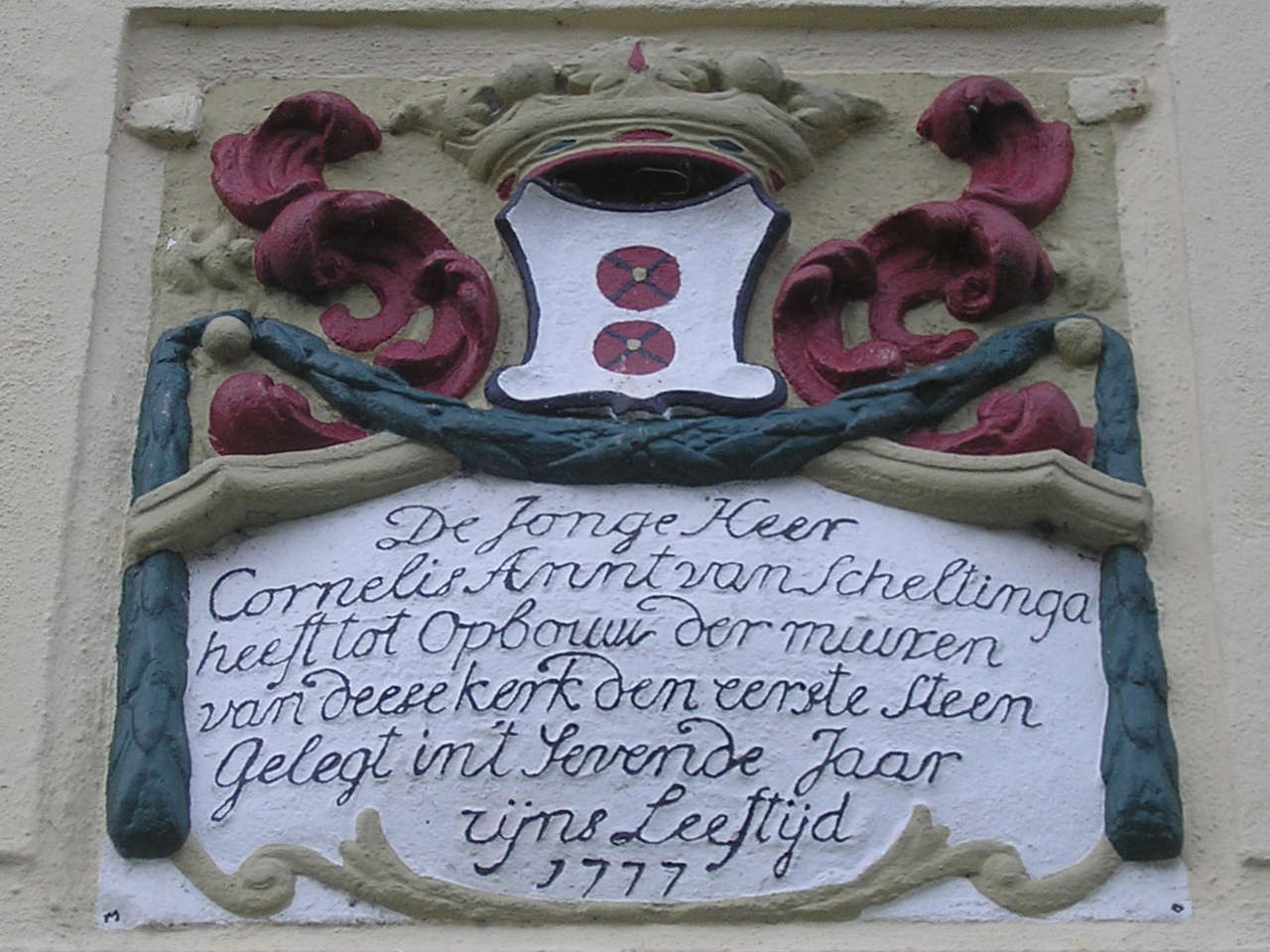
Gevelsteen